# Jean Anthelme Brillat-Savarin

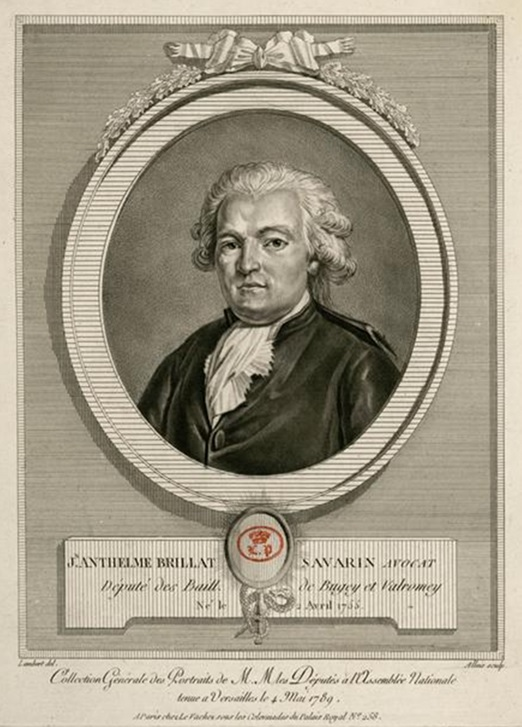
Jean Anthelme Brillat-Savarin.

Jean Anthelme Brillat-Savarin (Belley, 1 de abril de 1755 - París, 2 de febrero de 1826) fue un jurista francés. Ocupó importantes cargos políticos después de la Revolución. Como crítico gastronómico, es el autor del primer tratado de gastronomía (Fisiología del gusto, 1825).

## Biografía
Nació en Belley (Francia), el 1 de abril de 1755 en una época en la que el Ródano separaba Francia de la Saboya, en una familia de abogados. Estudió Derecho, Química y Medicina en Dijon. Ejerció como abogado en su ciudad natal hasta que en 1789 fue enviado como diputado a los Estados Generales, que se convertirían en la Asamblea Nacional Francesa, al principio de la Revolución francesa, donde se haría conocido en gran parte por su defensa pública de la pena de muerte.
Adoptó el apellido Savarin a raíz de una herencia, en la que su finada tía le exigía adoptar el apellido como condición para cobrarla. Durante la Revolución francesa, se puso precio a su cabeza. Se fue exiliado y buscó asilo político, primero en Suiza, después en Holanda y finalmente en los Estados Unidos de América, de reciente fundación, donde estuvo tres años, en Nueva York, Filadelfia y Hartford, donde se ganó la vida dando clases de violín y francés. Durante este tiempo fue primer violín en el Park Theater de Nueva York

## Obras
Su obra más conocida, Fisiología del gusto, se publicó en 1825, dos meses antes de su muerte (en febrero de 1826).

## Citas
Se ha citado por doquier a Brillat-Savarin, porque su estilo que mezcla con impertinencia el humor, la insolencia y el escarnio, se presta a ello:
Dime lo que comes y te diré lo que eres.
Esperar en exceso a un invitado que se retrasa es una falta de consideración para con los que han llegado a tiempo.
El descubrimiento de un nuevo plato hace más por la felicidad de la humanidad que el descubrimiento de una nueva estrella. Estrellas hay ya bastantes.
Un postre sin queso es como una bella dama a la que le falte un ojo.
Si el hombre se contentase únicamente con agua, nunca hubiera podido decirse que uno de los privilegios humanos es beber sin tener sed.
Entretener a un invitado es responder a su felicidad el tiempo que esté bajo tu techo.